# Малишево (Вікуловський район)
Ма́лишево (рос. Малышево) — село у складі Вікуловського району Тюменської області, Росія.
Населення — 96 осіб (2010, 141 у 2002).
Національний склад станом на 2002 рік:
- росіяни — 91 %